# The Art of Fighting: L'occhio di Sirio
The Art of Fighting: L'occhio di Sirio (バトルスピリッツ 龍虎の拳?, Batoru Supirittsu Ryūko no ken), talvolta noto più semplicemente come Art of Fighting, è uno special televisivo tratto dalla serie di videogiochi Art of Fighting. Lo special è stato trasmesso su Fuji Television il 23 dicembre 1993, mentre in Italia fu pubblicato direttamente in VHS nel 1996 ad opera di Yamato Video.

## Trama
Ryo Sakazaki e Robert Garcia sono due grandi amici praticanti di arti marziali, il primo è spesso al verde mentre il secondo è un benestante. Un giorno Ryo si ritrova ad inseguire una gatta scappata di casa la quale è finita sul cornicione di un palazzo e tenta piano piano di catturarla ma invano. Così l'amico Robert, dopo averlo salvato da una caduta, decide di aiutarlo e si reca anche esso all'esterno dello stabile, tuttavia il felino fugge all'interno di uno degli appartamenti sfruttando una finestra rimasta aperta. I due allora decidono di entrare anche loro per recuperare l'animale e poi andarsene senza causare guai, Ryo vuole approfittare dell'occasione per bersi un bicchiere di una bevanda alcolica e prende un po' di ghiaccio dal freezer, però finisce involontariamente per pestare la coda al felino e così gli cade il tutto fuori dalla finestra; all'improvviso fa irruzione nella stanza un uomo di nome Rei inseguito da una banda di malviventi che lo fredda sotto i loro occhi. Quest'ultimi sono alla ricerca della "cosa" e chiedono a Ryo e Robert il luogo in cui si trova, ma questi non comprendendo nemmeno di cosa stessero parlando, cercano di difendersi facendo partire un breve scontro, dopodiché recuperano il gatto e si lanciano giù dalla finestra atterrando sulla Ferrari di Robert per poi fuggire via.
Nel frattempo, Mr. Big il boss della mafia locale, viene informato dai suoi sottoposti che hanno fallito nell'impresa di recuperare la "cosa", si fa rivelare l'identità dei due soggetti presenti nell'appartamento e pensa ad un modo per poterli mettere sotto scacco, scoprendo infine che uno dei due ha una sorella di nome Yuri. Il duo di amici porta la felina alla signora che aveva affidato l'incarico a Ryo ma apprendono che quest'ultima non è la sua gatta ma bensì una che gli somiglia molto, perciò il ragazzo non riesce ad ottenere la ricompensa promessa. Così decidono di rilassarsi un po' a casa di Ryo, il quale ha deciso di tenere la micia con sé, e nel mentre al telegiornale si parla di uno splendido diamante rubato, l'occhio di Sirio. Dato che Ryo non è riuscito a procurarsi il denaro sufficiente a pagarsi la bolletta, gli viene staccata la corrente ma non ha nemmeno il tempo di lamentarsi che arrivano gli uomini di Mr. Big intenti ad impadronirsi della "cosa". Dopo aver tentato invano di nascondersi, finiscono per scontrarsi con la banda di delinquenti, riuscendo a sconfiggerli, tuttavia arriva sul posto la polizia ed arresta tutti, compresi i due giovani. Finiscono al commissariato dove vengono interrogati dall'ispettore Fujidon che cerca di ottenere più informazioni possibili dai due dato che non crede della loro sincerità, ma viene costretto dal suo capo a rilasciarli in quanto innocenti.
Si è fatta sera, e qualcuno cerca di ucciderli facendogli andare contro un camion sfruttando una strada in discesa, riescono a salvarsi appena in tempo e si recano a vedere all'interno dei veicolo chi fosse l'eventuale responsabile, ma trovano al suo interno un foglio dove Mr. Big li avvisa di aver rapito Yuri e che per riaverla dovranno portargli l'occhio di Sirio. Robert si reca sul luogo dell'appuntamento, ovvero un casinò, dove lo attende King, la fedele sottoposta del mafioso, che lo accompagna dal suo capo, mentre Ryo osserva l'intera situazione all'esterno dell'edificio legato con una corda. Arrivato nella stanza dove è presente anche Yuri gli viene richiesto di lasciare il diamante ma Robert cerca di giocare d'astuzia, minacciandoli di ucciderli con una granata, ma questo non basta dato che gli viene spiegato la teca di cristallo antiesplosivo presente nella stanza avrebbe reso il suo sacrificio vano, perciò King si fa consegnare l'ordigno. Così Ryo decide di fare irruzione, rompendo la vetrata, si scontra con uno dei delinquenti mentre l'amico pensa a liberare la ragazza. L'ispettore Fujidon e la polizia arrivano anche loro nel casinò per arrestare tutti i presenti e questo permette a Mr. Big di rapire nuovamente Yuri, che viene portata via come ostaggio, mentre King fa cadere la granata di prima, i due si scansano dall'esplosione e vengono ricattati di portare il diamante a casa del boss altrimenti la ragazza sarebbe stata uccisa, a questo punto la banda criminale si allontana in elicottero.
Tornati a casa per escogitare un piano, Robert apre il frigorifero, oramai colmo d'acqua, e comprende che il prezioso doveva essere nascosto nel freezer, non riuscendo a trovarlo tra il ghiaccio si ricordano del bicchiere caduto in precedenza a Robert e finiscono per recuperarlo all'interno di una buca sul marciapiede nei pressi del palazzo in cui erano stati in precedenza. Finalmente possono recarsi alla villa di Mr. Big, dove cercano di contrattare pacificamente, tutto sembra andare per il verso giusto, ma nonostante la richiesta esaudita, il boss vuole portare via con sé la giovane in elicottero. Iniziano a prendere il volo, quando Ryo distrae uno degli scagnozzi rimasti a terra e utilizza il trampolino della piscina per saltare abbastanza in alto in modo da aggrapparsi al velivolo. Riesce finalmente a salvare la sorella, facendo cadere giù il conducente e così l'elicottero precipita nella piscina, luogo in cui si gettano anche loro. Tornati a riva grazie all'aiuto di Robert, lo scontro riprende tra Ryo e Mr. Big mentre Robert sfida King. Tutti e due i malvagi ne escono sconfitti ma il conducente dell'elicottero, che aveva deciso di nascondersi all'interno della villa, sfrutta l'occasione per tentare di uccidere Yuri, tuttavia sopraggiunge l'ispettore Fujidon che la salva appena in tempo.
L'intera banda viene sgominata e consegnata alla giustizia, sebbene Mr. Big promette che tornerà presto fuori prigione, difatti l'ispettore ricorda di come molte persone al potere si facciano facilmente corrompere, proteggendo gli interessi della malavita e della mafia, ma questo non gli farà di certo abbandonare il suo ideale di giustizia. A questo punto chiede dove sia finito l'occhio di Sirio, ed il trio di amici gli indica la piscina, dove iniziano le ricerche da parte di un nutrito numero di poliziotti.
Da quel giorno è passato un po' di tempo e con la pace oramai ritrovata, Ryo è tornato ad inseguire la famosa gatta, questa volta quella corretta, per portarla alla legittima proprietaria, mentre Yuri spiega a Robert di aver chiamato Sirio la gatta trovata dal fratello giorni prima.

## Distribuzione
Lo special è stato trasmesso in Giappone su Fuji Television il 23 dicembre 1993.
In Italia è stato pubblicato da Yamato Video nel 1996 direttamente in VHS. Il 10 luglio 2012 fu ripubblicato dallo stesso editore in versione DVD come extra contenuto in Samurai Spirits - Apocalisse a Edo. Il 16 ottobre 2013 è stato caricato sul canale ufficiale YouTube.

## Doppiaggio
Il doppiaggio italiano è stato effettuato presso lo studio S.E.D.E. di Milano sotto la direzione di Rossana Bassani e i dialoghi di Marinella Armagni.
| Personaggio       | Doppiatore originale | Doppiatore italiano       |
| ----------------- | -------------------- | ------------------------- |
| Ryo Sakazaki      | Tetsuya Bessho       | Patrizio Prata            |
| Robert Garcia     | Masanori Ikeda       | Marco Balzarotti          |
| Yuri Sakazaki     | Ayumi Hamasaki       | Giulia Franzoso           |
| Mr. Big           | Iemasa Kayumi        | Giovanni Battezzato       |
| King              | Masako Katsuki       | Dania Cericola            |
| John Crawley      | Kaneto Shiozawa      | Nicola Bartolini Carrassi |
| Jack Turner       | Ginzō Matsuo         | Stefano Albertini         |
| Ispettore Fujidon | Takeshi Aono         | Maurizio Scattorin        |

## Colonna sonora
Sigla di chiusura
- Yasei no kaze (野生の風? lett. "Vento selvaggio") cantata da Hajime Okano e J★POP

## Accoglienza
L'anime ha ricevuto pessimi voti dalle riviste specializzate ed è stato considerato stupido, inetto e macchinoso, finendo per essere paragonato addirittura ad un cartone del sabato mattina. "Animazioni legnose, prospettive scorrette, disegni inspirati, coreografie dei combattimenti atroci e un doppiaggio risibilissimo" e quasi nessun elemento del gioco rientra nell'anime. Su Meta Anime Review, è stato valutato con un 14% collocandolo tra i prodotti più scadenti.